# RGBアドベンチャー
『RGBアドベンチャー』（アールジービーアドベンチャー：RGB ADVENTURE）は、2006年11月19日から2007年1月21日までBS-iで毎週日曜9時30分-10時00分に放送されたアニメ作品。作品の制作会社はACCプロダクション。半年の放送が予定されたが、「制作会社の都合により放送継続が不可能になったため」との理由により、事実上の放送打ち切りとなった。

## 概要
光の三原色をテーマとしたSF冒険作品。
1998年にライドアトラクション向けに製作された同名の約8分間のフルCGアニメーション（原作モンキー・パンチ）のアイディアをもとにしているが、ストーリーやキャラクターなどはほぼ全面的に、新たに書き起こされている。
本作の放送決定以前は『ギルステイン』が放送予定だったが、前番組の『MUSASHI -GUN道-』が急遽3週に渡り総集編を放送した後、本作が後番組になっていた。
ほぼ1クールとなる2007年1月21日放送分をもって急遽打ち切りとなり、残りの放送分の話はドラマCDとして完結した。打ち切りの理由とされた「制作会社の都合」がいかなる事柄だったかは明確にされていないが、制作のACCプロダクションは同年11月に倒産した。

## ストーリー
RGBエネルギーを吸い取る暗黒思念・シャドウマスターによって滅ぼされたアトム系第5惑星ノアの住民、少女ロキと老人クエス。ロキは顔を失ってしまうが、クエスには何故か何の変化も起こらない。クエスはロキを連れて導きのヒカリ・宇宙の思念に出会い、使命を託され太陽系第3惑星のジャパを訪れることとなる。
その10年後、シャドウマスターに対抗する妖精であるロッソ、ギブソン、ボーの3人も太陽系第3惑星に到着する。「バディシステム」でレセプター（受容体）と融合合体し戦士に変身できる彼らは、それぞれがブタ、バイソン、ウサギの姿を借りて、自分たちのパートナーとなる人間を捜す。少年リュウはひょんなことから宇宙の思念に出会い、ロッソからレセプターとして選ばれる。同じころ、ボーはベッキーをレセプターとして選び出していた。
シャドウマスターも太陽系第3惑星に、怪物を作り出し融合合体できる部下、ロンメルン将軍、Dr.ゴズー、バンバンジーを送り込み、この星のRGBエネルギーを吸い取り滅亡させることを企む。こうして、リュウたちの、シャドウマスター軍団との戦いが始まる。

## キャラクター
- リュウ（声：阿部幸恵）
- グッチョ（声：小野涼子）
- ベッキー（声：花村怜美）
- ロッソ（声：鶴岡聡）
- ギブソン（声：伊丸岡篤）
- ボー（声：井上奈々子）
- シャドーマスター（声：鶴岡聡）
- ロンメルン将軍（声：斧アツシ）
- Dr.ゴズー（声：葛城政典）
- バンバンジー（声：伊丸岡篤）
- ラルゴ（声：斧アツシ）
- ミス・サンセット（声：阿部幸恵）
- ロキ（声：大平千明）
- クエス（プレリュード）（声：鶴岡聡）
- ライフ（声：小野涼子）
- ヒカリ（声：上田愛美）

## スタッフ
1998年に製作された同名アニメーションの原作はモンキー・パンチだが、本作では菅谷信行が原作者としてクレジットされている。
- 原作・製作総合プロデューサー - 菅谷信行
- 監督・キャラクターデザイン - 木下ゆうき
- 助監督 - たちかわ夕一
- シナリオ - 酒井直行
- 音響監督 - 飯田里樹
- 音楽製作 - コロムビアミュージックエンターテイメント
- 美術監督 - 中原英統
- 作画監督 - 須田正巳、木下ゆうき、後藤孝宏、姜致根
- 絵コンテ - 福冨博、木下ゆうき、奥田誠二、勝間田具治、牧野ゆきひろ、国立秀雄、山口美浩、餅田隆幸
- 協力 - 代々木アニメーション学院
- 製作・著作 - ACCプロダクション

## 主題歌
1話 - 4話までは主題歌なし。
オープニング「GO!GO!RGBアドベンチャー」（5話以降）
歌 - SOTA
エンディング
「デス!デス!RGBデスロード」（5話 - 6話）
歌 - 斧アツシ、葛城政典、伊丸岡篤
「メカウサギ」（「番外編」以降）
歌 - ロミオ

## 各話リスト
放送開始の2週前から前編後編の2回に分け同時間帯において放送を行った。内容はシナリオ担当の酒井直行（前・後編）と監督の木下ゆうき（後編のみ）へのインタビューと1998年に遊園地向けのアトラクションに使用するムービーとして製作されたCGアニメーションの英語版と日本語版（音声を入れ替えただけ）と絵コンテの紹介などを行った。
第1話の冒頭において、色の三原色に関する解説ナレーションがあるが、5話目以降からはオープニングソングが挿入され、ナレーション部分は削除された。
| 話数             | サブタイトル                      | 放送日         | 補足                                                                                  |
| ---------------- | --------------------------------- | -------------- | ------------------------------------------------------------------------------------- |
|                  | メイキングスペシャル前編          | 2006年 11月5日 | 1998年製作のCGアニメーションの英語版などを放送。                                      |
|                  | メイキングスペシャル後編          | 11月12日       | 1998年製作のCGアニメーションの日本語版、アフレコ済みの白味線映像などを放送。          |
| 第1話            | カラーレセプターに選ばれた!       | 11月19日       | 投資情報サイトやBS-iの番組紹介ページでは「カラーレセプターに選ばれた?」となっている。 |
| 第2話            | 三人目は小心者                    | 11月26日       | -                                                                                     |
| 第3話            | 透明人間現る                      | 12月3日        | -                                                                                     |
| 第4話            | 環境破壊株式会社                  | 12月10日       | 放送時では「地球環境破壊推進株式会社」となっている。                                  |
| 第5話            | ドクターコエンザイムの幽霊船 前編 | 12月17日       | -                                                                                     |
| 第6話            | ドクターコエンザイムの幽霊船 後編 | 12月24日       | 実質的な最終回となった。                                                              |
| 番外編           | Another Adventure・ロキ           | 2007年 1月14日 | 編集による番外編。                                                                    |
| 総集編           | レセプター3出動じゃ!!             | 1月21日        | 本放送をもって番組終了。                                                              |
| （以下は未放送） |                                   |                |                                                                                       |
| （第7話）        | 上司現る                          | （1月7日）     | -                                                                                     |
| （第8話）        | バンバンジーとバラード            | （1月14日）    | -                                                                                     |
| （第9話）        | アトンの謎                        | （1月21日）    | -                                                                                     |
| （第10話）       | エアコンパニック                  | （1月28日）    | -                                                                                     |
| （第11話）       | 地球破壊作戦                      | （2月4日）     | -                                                                                     |

## ドラマCD
- ドラマCD RGBアドベンチャー 完結編（2007年5月11日発売）
発売中止となった「MUSASHI BOX（仮）」とほぼ同時期に発表。帯には「打ち切り」の単語が連続で書かれる。